# Сартеш
Сартеш (рум. Sartăș) — село у повіті Алба в Румунії. Адміністративно підпорядковане місту Бая-де-Арієш.
Село розташоване на відстані 308 км на північний захід від Бухареста, 41 км на північний захід від Алба-Юлії, 48 км на південний захід від Клуж-Напоки.

## Населення
За даними перепису населення 2002 року у селі проживали 433 особи, усі — румуни. Рідною мовою 432 особи (99,8%) назвали румунську.